# Грезино (Владимирская область)
Грезино — деревня в Камешковском районе Владимирской области России, входит в состав Второвского сельского поселения.

## География
Деревня расположена в 19 км на юго-запад от центра поселения села Второво, в 15 км на восток от Владимира и в 33 км на юго-запад от Камешково. Вокруг деревни расположен крупный садоводческий массив из садово-дачных товариществ «Грезино-1, 2, 3».

## История
В конце XIX — начале XX века деревня входила в состав Давыдовской волости Владимирского уезда. В 1859 году в деревне числилось 11 дворов, в 1905 году — 20 дворов, в 1926 году — 25 хозяйств.
С 1929 года деревня входила в состав Давыдовского сельсовета Владимирского района, с 1940 года — в составе Камешковского района, с 2005 года — в составе муниципального образования Второвское.

## Население
| 1859 | 1905 | 1926 | 2002 | 2010 | 2021 |
| ---- | ---- | ---- | ---- | ---- | ---- |
| 85   | ↗104 | ↗123 | ↘15  | ↘6   | ↗27  |